# Macedon (miasto w hrabstwie Wayne)
Macedon – miasto w Stanach Zjednoczonych, w stanie Nowy Jork, w hrabstwie Wayne.